# Ruth Kasirye
Ruth Kasirye (* 10. Juni 1982 in Mukono, Uganda) ist eine norwegische Gewichtheberin.

## Karriere
Ruth Kasirye kam 1998 nach Norwegen. Sie nahm als norwegische Fahnenträgerin an den Olympischen Sommerspielen 2008 teil, wobei sie den siebten Rang in der Kategorie bis 63 kg mit einer Gesamtleistung von 224 kg erringen konnte.
Bei der Weltmeisterschaft 2005 wurde die Norwegerin Zwölfte in der Gewichtsklasse bis 58 kg mit einer Leistung von 185 kg. 2006 schaffte sie den 14. Platz mit 191 kg. Ein Jahr darauf belegte Kasirye den achten Rang mit 209 kg.
Sie gewann die Silbermedaille bei den Europameisterschaften 2007 in der Kategorie bis 58 kg mit einer Gesamtleistung von 210 kg. Bei der Europameisterschaft 2008 wurde sie Vierte in der Kategorie bis 63 kg mit einer Leistung von 222 kg. 2009 holte Kasirye die Silbermedaille der Europameisterschaften in der Klasse bis 63 kg mit einem Zweikampfergebnis von 231 kg.
Beim 6. Eleiko Women Grand Prix, der am 22. und 23. Mai 2009 in Lochen, (Österreich) ausgetragen wurde, belegte sie mit 285,09 Sinclair-Punkten den 2. Platz in der Gesamtwertung knapp hinter der 17-jährigen Junioren-Weltmeisterin der 69-kg-Klasse Abir Khalil aus Ägypten, die 285,30 Punkte erreichte. Kasiryes Leistung im Stoßen mit 130 kg stellt dabei neuen Landesrekord in der 63-kg-Klasse dar.
Bei den Weltmeisterschaften 2009 erreichte sie mit 226 kg (103 kg + 123 kg) bei insgesamt nur drei gültigen Versuchen den 10. Platz. 2010 trat sie bei den Europameisterschaften im Gewichtheben in der 69-kg-Klasse an und belegte mit 229 kg (= 104 kg + 125 kg) den 5. Platz im Zweikampf, weil die ursprünglich Drittplatzierte Shemshat Tuliayeva aus Weißrussland nachträglich wegen Dopings disqualifiziert wurde. 2011 trat sie bei den EM wieder in der 63-kg-Klasse an und kam mit 219 kg (= 98 kg + 121 kg) jeweils auf den vierten Platz in der Zweikampfwertung und den Einzeldisziplinen.
Bei den Weltmeisterschaften 2011 belegte sie mit 220 kg im Zweikampf (= 98 kg + 122 kg) Platz 13 in der 63-kg-Klasse und jeweils 12. Plätze im Reißen und Stoßen bei nur drei gültigen Versuchen. Bei den Europameisterschaften 2012 erreichte sie in beiden Einzeldisziplinen fünfte Plätze, in der Gesamtwertung Platz 6 mit 227 kg (103 kg + 124 kg) hinter der leistungsgleichen aber leichteren Weißrussin Hanna Bazjuschka.